# Sabah Şəriəti
Sabah Şəriəti (en persan : صباح شریعتی ; né le 1er janvier 1989 à Sanandaj, province du Kurdistan, Iran) est un lutteur gréco-romain azerbaïdjanais d'origine iranienne (kurde). Naturalisé azerbaïdjanais, il représente l'Azerbaïdjan dans les compétitions internationales depuis 2009. Il est médaillé de bronze aux Jeux olympiques d'été de 2016 à Rio de Janeiro dans la catégorie des 130 kg, ainsi que médaillé d'argent aux Jeux européens de 2015 à Bakou et de bronze aux Jeux européens de 2019 à Minsk. Şəriəti a également remporté une médaille d'argent aux Championnats d'Europe de lutte 2023 à Zagreb. Avant de représenter l'Azerbaïdjan, il a remporté une médaille d'or dans un tournoi international à Bakou en 2009 sous les couleurs de l'Iran.

## Biographie
Sabah Şəriəti est né le 1er janvier 1989 à Sanandaj, dans la province du Kurdistan en Iran. D'origine kurde, il commence sa carrière de lutteur en Iran, où il remporte notamment une médaille d'or nationale chez les jeunes en lutte libre en 2005. En 2009, il participe à un tournoi international à Bakou, remportant l'or en lutte gréco-romaine (120 kg) pour l'Iran. À partir de 2010, en raison d'un manque de confiance de la part des entraîneurs iraniens, il ne participe plus aux compétitions internationales pour l'Iran et rejoint par la suite l'équipe nationale d'Azerbaïdjan.

## Carrière
En 2014, Şəriəti fait ses débuts en compétitions européennes sous les couleurs de l'Azerbaïdjan, participant aux Championnats d'Europe de lutte 2014 à Vantaa, en Finlande, où il atteint les quarts de finale. Il se distingue particulièrement en 2015 en remportant l'argent aux Jeux européens de 2015 à Bakou. En 2016, il décroche la médaille de bronze aux Jeux olympiques d'été de 2016 à Rio de Janeiro, après une défaite face au médaillé d'argent turc Rıza Kayaalp. En 2019, il remporte le bronze aux Jeux européens de 2019 à Minsk, et en 2023, il obtient l'argent aux Championnats d'Europe de lutte 2023 à Zagreb. Şəriəti a également participé aux Jeux olympiques d'été de 2024 à Paris, où il termine sans médaille après une défaite dans le match pour le bronze.

## Distinctions
Pour ses performances, Sabah Şəriəti a été honoré en Azerbaïdjan par le président Ilham Aliyev, recevant la médaille "Tərəqqi" (Progrès) en 2015 et un diplôme honorifique présidentiel en 2016.